# Wattignies-la-Victoire
Wattignies-la-Victoire település Franciaországban, Nord megyében. Lakosainak száma 240 fő (2022. január 1.). Wattignies-la-Victoire Damousies, Beaufort, Beugnies, Dimechaux, Dimont és Floursies községekkel határos.

## Népesség
A település népessége az elmúlt években az alábbi módon változott:
| Lakosok száma | 244  | 241  | 255  | 243  | 242  | 240  | 239  | 241  | 240  |
|               | 2013 | 2015 | 2016 | 2017 | 2018 | 2019 | 2020 | 2021 | 2022 |